# Crans-près-Céligny
Crans-près-Céligny (tiếng Pháp nghĩa là Crans gần Céligny) là một khu tự quản ở huyện Nyon thuộc bang Vaud ở Thụy Sĩ.

## Địa lý
Crans-près-Céligny có diện tích tính đến  năm 2009 là 4,3 kilômét vuông (1,7 dặm vuông Anh). Trong số đó, 2,46 km2 (0,95 dặm vuông Anh) hay 56,9% là đất sử dụng cho nông nghiệp, còn 0,63 km2 (0,24 dặm vuông Anh) hay 14,6% là rừng. Phần diện tích còn lại, 1,16 km2 (0,45 dặm vuông Anh) hay 26,9% là đất xây dựng (nhà cửa hoặc đường sá), 0,02 km2 (4,9 mẫu Anh) hay 0,5% là diện tích mặt nước.
Trong số các khu vực đã xây dựng, nhà ở và các tòa nhà chiếm 19,0% và cơ sở hạ tầng giao thông chiếm 6,0%. Trong khi công viên, vành đai xanh và sân thể thao chiếm 1,4%. Ra khỏi vùng đất có rừng, tất cả diện tích đất có rừng đều được bao phủ bởi những cánh rừng lớn. Trong số đất nông nghiệp, 48,4% được sử dụng để trồng trọt và 3,9% là đồng cỏ, trong khi 4,6% được sử dụng cho vườn cây ăn trái hoặc trồng nho. Diện tích mặt nước, 0,2% là ở hồ và 0,2% là ở sông suối.
Khu tự quản đã thuộc huyện Nyon cho đến khi nó bị giải thể vào ngày 31 tháng 8 năm 2006 và Crans-près-Céligny trở thành một phần của huyện Nyon mới.
Khu tự quản này nằm ở phía tây của Nyon trên Hồ Geneva. Nó nằm gần Céligny, một đô thị ở Geneva.

## Huy hiệu
Blazon của thành phố huy hiệu là  Gules, một Giáo hội Chữ thập Argentina.

## Dân số
Crans-près-Céligny có dân số (tính đến  năm December 2013) 2.147. Tính đến  năm 2008, 29,8% of dân số có quốc tịch nước ngoài Trong 10 năm qua (1999-2009) dân số đã thay đổi với tỷ lệ 4,2%. Nó đã thay đổi với tỷ lệ -1,4% do di cư và với tỷ lệ 5,5% do sinh và tử.
Phần lớn dân số (tính đến  năm 2000) nói tiếng Pháp (1.474 người hay 75,1%), nói tiếng Anh là phổ biến thứ hai (207 hoặc 10,5%) và tiếng Đức là thứ ba (143 hoặc 7,3%). Có 25 người nói tiếng Ý và 2 người nói tiếng Romansh.

## Di sản có ý nghĩa quốc gia
Lâu đài Crans được liệt kê là một di sản có ý nghĩa quốc gia.